# Pian Camuno
Pian Camuno là một đô thị thuộc tỉnh Brescia, vùng Lombardia của Ý. Đô thị này có các làng: Beata, Cogno, Solato, Vissone. Các đơn vị giáp ranh: Artogne, Costa Volpino, Pisogne, Rogno